# Marina ekosystem i Komorerna
Marina ekosystem i ögruppen Komorerna är ett av Komorernas tentativa världsarv. Detta består av tre marinparker:
- Coelacanthes marinpark
- Mohéli marinpark
- Mangroveträsket och lagunen Bimbini